# Trema

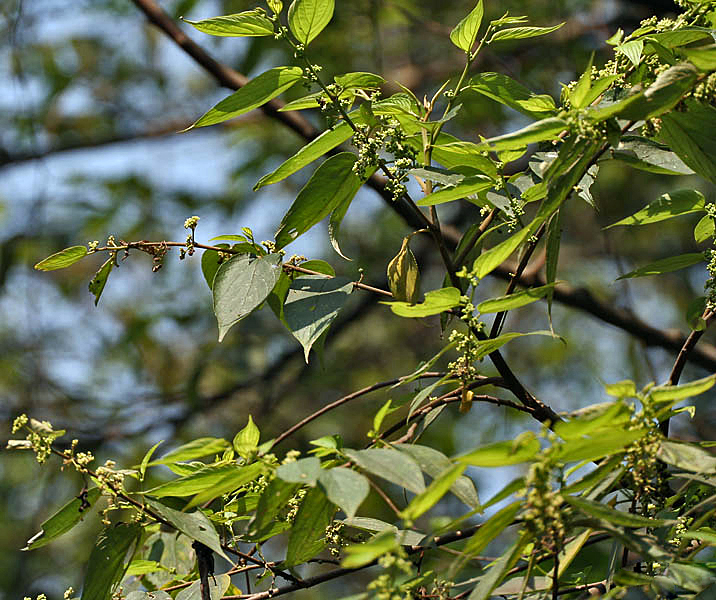
Branques

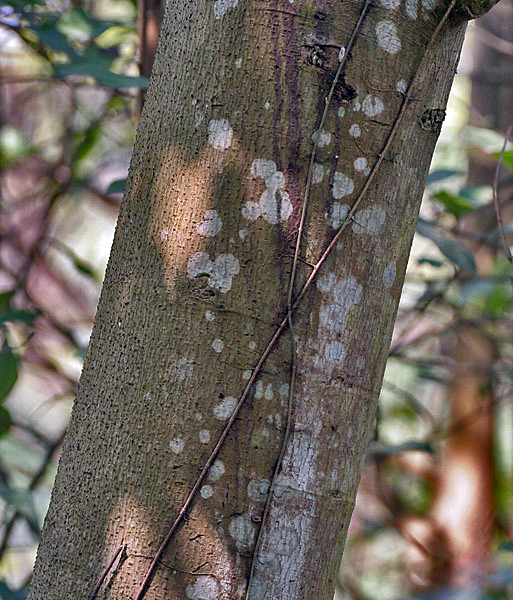
Escorça

Trema Lour. 1790 és un gènere de plantes amb 15 espècies. pertany a la família Cannabaceae. són plantes actinorizes, és a dir, que no són lleguminoses però fan la fixació del nitrogen.
Són plantes natives de les zones tropicals i subtropicals d'àsia, Australàsia, Àfrica, Amèrica del Sud i Amèrica Central. Anteriorment estava ubicat dins Ulmaceae o amb el gènere Celtis dins Celtidacxeae, el sistema APG II el va posar dins Cannabaceae.

## Taxonomia
Aquest gènere va ser descrit per João de Loureiro i publicat a Flora Cochinchinensis 2: 539, 562–563. 1790. L'espècie tipus és: Trema cannabina Lour.	
- Trema angustifolia (Planch.) Blume
- Trema aspera (Brongn.) Blume
- Trema cannabina Lour.
- Trema integerrima (Beurl.) Standl.
- Trema lamarckiana (Roem. & Schult.) Blume
- Trema laxiflora Lundell
- Trema levigata Hand.-Mazz.
- Trema micrantha (L.) Blume
- Trema nitida C.J. Chen
- Trema orientalis (L.) Blume
- Trema politoria (Planch.) Blume
- Trema tomentosa (Roxb.) H. Hara